# Точприбор (мини-футбольный клуб)
«Точприбор» (Харьков) — украинский мини-футбольный клуб, участник чемпионата и кубка Украины.
В чемпионате Украины 1992 года «Маяк» не попадает по итогам группового турнира в шестёрку лучших команд, заняв седьмое место из тринадцати. По итогам турнира команда удерживает за собой седьмое место.
Как и все участники чемпионата, «Точприбор» получает право участия в кубке страны 1993 начиная со второго отборочного турнира, игнорируя зональные соревнования. Команда проводит мини-турнир в Черкассах, но не входит в число двух лучших команд, уступив право играть в финальном турнире местному «Фотоприбору» и «Рите» (Харьков).